# Maladie des anticorps anti-membrane basale glomérulaire
 Mise en garde médicale
La maladie des anticorps anti-membrane basale glomérulaire, anciennement syndrome pneumo-rénal de Goodpasture, est une maladie très rare d'origine auto-immune associant une hémorragie pulmonaire, une glomérulonéphrite extracapillaire, et des anticorps dirigés contre les membranes basales glomérulaires rénales et alvéolaires pulmonaires.

## Épidémiologie
Il s'agit d'une maladie rare dont l'incidence annuelle est estimée à un cas pour un million. Les facteurs de risque sont la présence d'un groupe HLA-DRB1∗1501 ou DRB1∗1502 ou un tabagisme.
Les formes comportant en plus des anticorps antineutrophiles cytoplasmatiques (ANCA) (un tiers des cas) ont un pronostic plus sévère, avec risque de récidives.

## Mécanisme
Le syndrome pneumorénal de Goodpasture est lié à la toxicité tissulaire d'anticorps anti-membranes basales. Les lésions sont essentiellement au niveau des alvéoles pulmonaires et des glomérules rénaux.

## Description
La maladie a été décrite pour la première fois par un pathologiste américain, Ernest Goodpasture, de l'université Vanderbilt, en 1919, et a ensuite été nommée en son honneur,.
Il existe une alvéolite hémorragique avec dyspnée, hémoptysies, insuffisance respiratoire aiguë.
Il existe aussi une glomérulonéphrite proliférative nécrosante avec possibilité de prolifération extra capillaire. On voit des hématuries, une hypertension artérielle et une oligo-anurie.

## Traitement
Le traitement est basé sur les échanges plasmatiques (plasmaphérèse) les injections d'immunoglobulines à forte dose, la corticothérapie et les immunosuppresseurs.

## Pronostic
La récidive est rare pour les formes anti-GBM mais fréquente pour les formes avec doubles anticorps (anti-GBM et ANCA).